# Aha
Aha ali Hor Aha je bil po mnenju nekaterih egiptologov drugi kralj iz Prve dinastije, drugi pa menijo, da je bil prvi in da je istoveten z Menesom. Živel je okoli 31. stoletja pr. n. št. in vladal domnevno dolgo časa. 

## Identiteta

### Ime
Najpogosteje uporabljeno ime kralja Hor Aha je interpretacija njegovega   Horovega imena in pomeni »Hor bojevnik«.
Grški zgodovinar Maneto je v svoji Aegyptiaci (Zgodovina Egipta)  njegovo ime pogrčil v Athotís.
Kralje iz zgodnjega dinastičnega obdobja egiptologi običajno poimenujejo po njihovih Horovih imenih, medtem ko se na torinskem in abidskem seznamu kraljev uporabljajo alternativna kraljevska imena, se pravi imena nebti. Različni titularni elementi faraonovega imena so se zaradi krajšega zapisa pogosto uporabljali posamično, izbira pa je bila odvisna od okoliščin in obdobja. 
Večina egiptologov sledi Petriejevim odkritjem in arheološkega Hor Aho povezuje z zgodovinskim nebti imenom ltj.
Enak proces je privedel do istovetenja zgodovinskega Menesa (ime nebti) z Narmerjem (Horovo ime), dokazanem v zgodovinskih zapisih. Obe osebi sta povezani z združitvijo Gornjega in Spodnjega Egipta in obravnavani kot prva kralja prve dinastije. Menes/Narmer je bil Hor Ahov neposredni predhodnik.

### Teorije
S Hor Aho je povezanih nekaj nesoglasij. Nekateri znanstveniki so prepričani, da je istoveten z legendarnim Menesom in da je on združil Egipt. Drugi trdijo, da je bil Narmerjev sin in da je Narmer združil Egipt. Narmer in Menes bi lahko bila ista oseba z dvema imenoma. Tehtni zgodovinski dokazi iz tistega obdobja (Narmerjeva paleta) kažejo, da je bil Narmer prvi vladar združenega Egipta, Hor Aha pa njegov sin in naslednik.

## Vladanje

### Narmerjev naslednik
Odtisi pečatnikov, ki jih je odkril G. Dreyer v Denovi in Kajevi grobnici v Umm el-Qa'abu, kažejo, da je bil Hor Aha drugi kralj iz prve dinastije. Gornji in Spodnji Egipt je v enotno krajestvo združil njegov predhodnik Narmer. Hor Aha ga je morda nasledil v poznem 32. ali zgodnjem 31. stoletju pr. n. št.

### Notranja politika
Zdi se, da je bi Hor Aha versko zelo dejaven. Na več tablicah iz obdobja njegove vladavine so omenjeni njegovi obiski v svetišču boga Neita v Saisu v severovzhodnem delu Nilove delte. Razen tega je bila v tem času prvič upodobljena sveta ladja Henu boga Sekerja, vgravirana na letni tablici Hor Ahove vladavine.
Napisi na posodah, etikete in pečati iz grobnic Hor Ahe in kraljice Neithhotep kažejo, da je kraljica umrla med Hor Ahovo vladavino. Hor Aha je za njen pokop pripravil mogočno mastabo, ki jo je odkopal Jacques de Morgan. Neithhotep je bila verjetno njegova mati. Pokop v Nakadi je trden dokaz, da je bila iz nakadske province, in podpira mnenje, da se je Narmer poročil s članico stare nakadske kraljevske rodbine, da bi utrdil položaj tinitskih kraljev v regiji. Skalni napis, ki so ga odkrili januarja 2016, je pokazal, da je Neithotep preživela Hor Aha in bila regentka njegovega naslednika Djerja.
Najstarejša mastaba na memfiškem pokopališču v severni Sakari je prav iz Hor Ahovega obdobja. Pripadala je elitnemu uradniku državne uprave, ki bi lahko bil Hor Ahov sorodnik, kar je bilo v tistem času povsem običajno. Vse kaže, da se je med Hor-Ahovo vladavino vloga Memfisa začela krepiti.

### Gospodarski razvoj
Iz Hor Ahove vladavine se je ohranilo samo nekaj artefaktov. Dovršeno izdelane bakrene sekire, fragmenti fajančne keramike slonokoščena šatulja in napisi na belem marmorju kljub temu dokazujejo cvetočo obrt med njegovo vladavino.

### Dejavnosti izven Egipta
Napis na slonokoščeni tablici iz Abida kaže, da je Hor-Aha vodil vojni pohod proti Nubijcem. Na tablici let se to leto jasno imenuje »leto udarca na Ta-Seti«, se pravi Nubijo.
Zgleda, da je med njegovo vladavino trgovanje z Levantom upadlo. Hor Aha v nasprotju s predhodnikom Narmerjem ni dokazan izven Nilove doline, kar morda kaže na boljše izkoriščanje domačih virov. Analiza fragmentov posod iz Egipta v oporišču En Besor je pokazala, da je bilo med Hor Ahovo vladavino dejavno. Dejavna je bila tudi egipčanska izpostava v Biblosu v sedanjem Libanonu in ne nazadnje so fragmente njegovih ladij odkrili tudi v južnem Levantu.

## Družina
Hor Ahova glavna žena je bila Benerib, katere ime je ob njegovem zapisano na več mestih, največkrat v grobnici B14 v Abidu. Grobnica B14 je tik ob Hor Ahovi grobnici. Hor Aha je imel še eno ženo, Kentap, s katero je imel sina Djera. Kot Djerova mati je omenjena tudi na Kairskem letopisnam kamnu. 

## Grobnica
Hor Ahova grobnica je na pokopališču kraljev prve dinastije v Abidu, znanem kot Umm el-Qa'ab. Sestavljena je iz treh velikih komor, označenih z B10, B15 in B19, ki stojijo neposredno ob Narmerjevi grobnici. Komore so pravokotne, izkopane neposredno v puščavska tla. Stene so obzidane z zidaki iz blata. Narmerjevo in Kajevo grobnico sestavljata samo dve komori, medtem ko Hor Ahovo sestavljajo tri bistveno večje med seboj ločene komore. Vzrok za takšen način gradnje je bilo pomanjkanje lesa, ki so ga pogosto morali uvažali iz Palestine, s katerim bi lahko zgradili velike strope.
Pozornost vzbujajoča novost Hor Ahove grobnice je, da so bili v njej skupaj z njim pokopani tudi člani njegovega spremstva, kar je bil prvi znani primer pogrebnega žrtvovanja v Egiptu. Za člane spremstva ni znano ali so bili ubiti ali so naredili samomor. Med pokopanimi so bili služabniki, pritlikavci, ženske in celo psi. V treh vzporednh vrstah severovzhodno od Hor Ahovih pogrebnih komor je bilo skupno še 36 stranskih pokopov.

## Galerija
- Hor Ahova valjasta posoda iz Sakare, prva dinastija; Muzej Augusta Kestnerja
- Bakreno orodje s Hor Ahovim serekom; Berlinski egipčanski muzej
- Slonokoščena etiketa s Hor Ahovim serekom in imenom njegove žene Benerib
- Slonokoščena etiketa s Hor Ahovim serekom; napis govori o zmagi nad »ljudstvom, ki je uporabljalo loke« (sredina) in obisku na gospostvu »Hor uspeva z govedom« (desno)
- Fragmenti Hor Ahove slonokoščene etikete, posvečene njegovemu obisku Neitovega svetišča v Nilovi delti; Britanski muzej, London